# Starîi Kosiv, Cosău
Starîi Kosiv, cunoscut și ca Cosăul Vechi, (în ucraineană Старий Косів) este un sat în comuna Verboveț din raionul Cosău, regiunea Ivano-Frankivsk, Ucraina.

## Demografie
Componența lingvistică a localității Starîi Kosiv
     Ucraineană (99,47%)
     Alte limbi (0,29%)
Conform recensământului din 2001, majoritatea populației localității Starîi Kosiv era vorbitoare de ucraineană (99,47%), existând în minoritate și vorbitori de alte limbi.